# Rak migdałka podniebiennego
Rak migdałka podniebiennego – najczęstszy pod względem lokalizacji nowotwór złośliwy części ustnej gardła (46%). 90% nowotworów migdałka podniebiennego to raki płaskonabłonkowe. 
Rak objawia się jako wrzodziejąca zmiana obejmująca migdałek, niekiedy przechodząca na łuk podniebienno-językowy, łuk podniebienno-gardłowy, kąt żuchwy i (lub) język. Początkowo objawy podmiotowe mogą być skąpo wyrażone, ograniczając się do otalgii, bólu gardła. W dalszym etapie pojawia się cuchnienie z ust, ślinienie, szczękościsk. 
Wcześnie dochodzi do przerzutów do regionalnych węzłów chłonnych szyi. Najczęstszą lokalizajcą przerzutów odległych są wątroba, płuca i kości.
Podejrzenie raka migdałka powinno być wysunięte przy każdym jednostronnym powiększeniu migdałka, zwłaszcza w przypadku współistniejącego powiększenia regionalnych węzłów chłonnych. Rozpoznanie stawiane jest na podstawie badania histopatologicznego wycinka guza.

## Klasyfikacja ICD10
| kod ICD10     | nazwa choroby                         |
| ------------- | ------------------------------------- |
| ICD-10: C09   | Nowotwór złośliwy migdałka            |
| ICD-10: C09.9 | Migdałek, umiejscowienie nieokreślone |